# 奥西科斯特亚恩
奥西科斯特亚恩，是西班牙阿拉贡自治区韦斯卡省的一个市镇。总面积58平方公里，总人口233人（2001年），人口密度4人/平方公里。